# كينيدي (ممثلة)
كينيدي (بالإنجليزية: Kennedy)‏ هي ممثلة أمريكية، ولدت في 8 سبتمبر 1972 في إنديانابوليس في الولايات المتحدة.

## وصلات خارجية
- كينيدي على موقع IMDb (الإنجليزية)
- كينيدي على موقع قاعدة بيانات الفيلم (الإنجليزية)
- كينيدي على موقع كينوبويسك (الروسية)